# Dâmburile (okręg Aluta)
Dâmburile – wieś w Rumunii, w okręgu Aluta, w gminie Găvănești. W 2011 roku liczyła 107 mieszkańców.